# LAT.43°N 〜forty-three degrees north latitude〜
「LAT.43°N 〜forty-three degrees north latitude〜」（フォーティー・スリー・ディグリーズ・ノース・ラティチュード）は、1989年11月22日にリリースされたDREAMS COME TRUEの4thシングル。アルバム『LOVE GOES ON…』と同時発売。

## 収録曲
全作詞：吉田美和　全編曲：中村正人
1. LAT.43°N 〜forty-three degrees north latitude〜
作曲：吉田美和
タイトルは北緯43度の意味で札幌市の緯度を表す。
「otoCoto presents OtoBon ソングノベルズ大賞 ～音楽を感じる小説～ DREAMS COME TRUE編」でこの楽曲を元にした受賞作の小説「北上症候群」（著：いぬじゅん）が2015年11月に電子書籍として発売された[1]。
2. サンタと天使が笑う夜
作曲：中村正人・吉田美和
ドリカム初のクリスマスソング。初の吉田・中村の共同作曲による楽曲。後に歌詞を英語に改め「VERY MERRY CHRISTMAS」として、シングル「雪のクリスマス」に収録。

## 収録アルバム
LAT.43°N 〜forty-three degrees north latitude〜
- LOVE GOES ON…(1989年11月22日)
- BEST OF DREAMS COME TRUE
- DREAMS COME TRUE GREATEST HITS "THE SOUL"(2000年2月14日)
- DREAMAGE-DREAMS COME TRUE “LOVE BALLAD COLLECTION” (2003年12月17日、strings remix version)
- DREAMS COME TRUE THE BEST! 私のドリカム(2015年7月7日)

サンタと天使が笑う夜
- LOVE GOES ON…

## a.miaによるカバー
2003年10月29日にはa.miaによるカヴァーヴァージョンのシングルが発売されている。TBS系テレビドラマ『エ・アロール それがどうしたの』の主題歌としてオンエアされ、ドリカムのオリジナルを上回るチャート初登場30位のスマッシュ・ヒットとなった。

### 収録曲
全編曲：菅原サトル
1. LAT43°N 〜forty-three degrees north latitude〜
作詞・作曲：吉田美和
  - TBS系テレビドラマ『Et Alors－エ・アロール－』主題歌
2. 夜明けの詩 (with VOJA)
作詞：a.mia　作曲：菅原サトル
3. LAT43°N 〜forty-three degrees north latitude〜 (Instrumental)